# 白俄罗斯总理

## 白俄罗斯人民共和国(1918-1920)

### 人民秘书处主席
- 雅泽普·瓦隆卡(Jazep Varonka) (1918年2月21日 - 5月)
- 扬·谢拉达(Jan Sierada) (1918年6月 - 8月)
- 拉曼·斯基尔蒙特(Raman Skirmunt) (1918年8月 - 10月)
- 安东·鲁凯维奇(Anton Luckevich) (1918年10月 - 10月11日)

### 部长会议主席
- 安东·鲁凯维奇(Anton Luckevich) (1918年10月 - 1919年12月13日)
- 瓦克劳·拉斯陶斯基(Vaclau Lastouski) (1919年12月13日 - 1920年)

## 流亡的白俄罗斯人民共和国(1920-至今)

### 部长会议主席
(在维尔纽斯到1925年，然后在布拉格，现在在加拿大)
- 瓦克劳·拉斯陶斯基(Vaclau Lastouski) (1920年 - 1923年8月23日)
- 亚历山大·什维基耶维奇(Alyaksandr Tsvikievich) (1923年8月23日 - 1925年10月)
- 瓦西里·扎查尔卡(Vasil Zacharka) (1925年10月 - 1943年3月6日)
- 米科拉·阿布拉姆彻克 (1943年3月6日 - 1948年6月21日)

## 白俄罗斯苏维埃社会主义共和国(1920-1991)

### 人民政委委员会主席
- 亚历山大·切尔维亚科夫 (1920年8月1日 - 1924年3月17日)
- 约瑟夫·阿达莫维奇(Iosif Adamovich) (1924年3月17日 - 1927年5月7日)
- 尼古拉·戈洛德德(Nikolay Goloded) (1927年5月7日 - 1937年5月30日)
- 达尼尔·沃尔科维奇(Daniil Volkovich) (1937年5月30日 - 9月8日)
- 阿法纳西·科瓦廖夫(Afanasy Kovalyov) (1937年9月10日 - 1938年7月28日)
- 库兹马·基谢廖夫(Kuzma Kiselyov) (1938年7月28日 - 1940年6月28日)
- 伊凡·贝林斯基(Ivan Bylinsky) (1940年6月28日 - 1944年2月7日) (1941年6月至1944年7月在俄罗斯流亡)
- 潘捷列伊蒙·波诺马连科 (1944年2月7日 - 1946年)

### 部长会议主席
- 潘捷列伊蒙·波诺马连科 (1946年 - 1948年3月15日)
- 阿列克谢·克列晓夫(Aleksey Kleshchev) (1948年3月15日 - 1953年6月25日)
- 基里尔·马祖罗夫 (1953年6月25日 - 1956年7月28日)
- 尼古拉·阿夫希莫维奇(Nikolay Avkhimovich) (1956年7月28日 - 1959年4月9日)
- 吉洪·基谢廖夫 (1959年4月9日 - 1978年12月11日)
- 亚历山大·阿克肖诺夫(Aleksandr Aksyonov) (1978年12月11日 - 1983年7月8日)
- 弗拉迪米尔·布罗维科夫(Vladimir Brovikov) (1983年7月8日 - 1986年1月10日)
- 米哈伊尔·科瓦廖夫(1986年1月10日 - 1990年4月7日)
- 维亚切斯拉夫·克比奇(1990年4月7日 - 1991年9月19日)

## 白俄罗斯共和国(1991-至今)

### 总理
| #  | 照片                | 姓名                         | 即任           | 离任           | 党派   | 總統              |
| -- | ------------------- | ---------------------------- | -------------- | -------------- | ------ | ----------------- |
| 1  |                     | 维亚切斯拉夫·克比奇          | 1991年9月19日  | 1994年7月21日  | 无党派 | 梅奇斯拉夫·格里布 |
| 2  |                     | 米哈伊尔·奇吉里              | 1994年7月21日  | 1996年11月18日 | 无党派 | 亞歷山大·盧卡申科 |
| 3  |                     | 谢尔盖·林格 （代理）         | 1996年11月18日 | 1997年2月19日  | 无党派 | 亞歷山大·盧卡申科 |
| 3  | 谢尔盖·林格         | 1997年2月19日                | 2000年2月18日  |                | 无党派 | 亞歷山大·盧卡申科 |
| 4  |                     | 弗拉基米尔·叶尔莫申 （代理） | 2000年2月18日  | 2000年3月14日  | 无党派 | 亞歷山大·盧卡申科 |
| 4  | 弗拉基米尔·叶尔莫申 | 2000年3月14日                | 2001年10月1日  |                | 无党派 | 亞歷山大·盧卡申科 |
| 5  |                     | 根纳季·诺维茨基 （代理）     | 2001年10月1日  | 2001年10月10日 | 无党派 | 亞歷山大·盧卡申科 |
| 5  | 根纳季·诺维茨基     | 2001年10月10日               | 2003年7月10日  |                | 无党派 | 亞歷山大·盧卡申科 |
| 6  |                     | 谢尔盖·西多尔斯基 （代理）   | 2003年7月10日  | 2003年12月19日 | 无党派 | 亞歷山大·盧卡申科 |
| 6  | 谢尔盖·西多尔斯基   | 2003年12月19日               | 2010年12月28日 |                | 无党派 | 亞歷山大·盧卡申科 |
| 7  |                     | 米哈伊尔·米亚斯尼科维奇      | 2010年12月28日 | 2014年12月27日 | 无党派 | 亞歷山大·盧卡申科 |
| 8  |                     | 安德烈·科比亞科夫            | 2014年12月27日 | 2018年8月18日  | 无党派 | 亞歷山大·盧卡申科 |
| 9  |                     | 謝爾蓋·魯馬斯                | 2018年8月18日  | 2020年6月4日   | 无党派 | 亞歷山大·盧卡申科 |
| 10 |                     | 罗曼·戈洛夫琴科              | 2020年6月4日   | 2025年3月10日  | 无党派 | 亞歷山大·盧卡申科 |
| 11 |                     | 亚历山大·图尔钦              | 2025年3月10日  | 現任           | 无党派 | 亞歷山大·盧卡申科 |